# Phintas (Androkleide)
Phintas (altgriechisch Φίντας Phíntas, † 682 v. Chr.) war gemäß Pausanias ein Nachkomme des messenischen Königs Androkles aus dem Geschlecht der Aipytiden, der im Jahre 746 v. Chr. von den Anhängern seines Bruders ermordet wurde.
Phintas fiel zusammen mit Androkles in der Schlacht am Großen Graben im Zweiten Messenischen Krieg, die gemäß Pausanias im Jahre 682 v. Chr. stattfand und bei der die Messenier von Sparta unterworfen wurden.
Die Historizität der literarisch ausgeschmückten Ereignisse wird in der Forschung kritisch bewertet und die bei Pausanias angegebenen Datumsangaben gelten als unkorrekt und sollten etwa 40 Jahr später angesetzt werden.

## Quelle
- Pausanias, Reisen in Griechenland 4,16 f.